# Bénévent-l'Abbaye
Bénévent-l'Abbaye è un comune francese di 861 abitanti situato nel dipartimento della Creuse nella regione della Nuova Aquitania. Il nome del paese deriva dalla città italiana di Benevento, una cui reliquia raggiunse il paese francese. Sabato Primo Aprile 2023, presso il Teatro Comunale di corso Garibaldi, si è svolta la cerimonia ufficiale per celebrare il gemellaggio tra la città di Benevento e la città francese di Benévént l’Abbaye.

## Società

### Evoluzione demografica
Abitanti censiti